# 約翰·內特勒西普
約翰·內特勒西普（英語：John Nettleship，1939年8月1日—2011年3月12日）是一名英國教師，曾在懷登學校擔任化學教師。喬安娜·羅琳是他當時的學生之一，後來羅琳以內特勒西普為原型創作了《哈利波特》中的賽佛勒斯·石內卜教授。

## 生平
內特勒西普出生於英國諾丁漢，1950年代末就讀里茲大學，畢業後在伯明罕地區任教。1970年，他開始在格洛斯特郡的懷登學校任教，而喬安娜·羅琳在1976年9月進入這所學校學習。
《哈利波特》系列出版後，內特勒西普讀完了全套七本，但他一直不知道自己就是石內卜的原型，直到記者告訴他為止。他表示：「當我初次得知自己就是石內卜的原型時，非常震驚。我知道我是一位嚴格的老師，但我不認為我有那麼糟糕。」
內特勒西普於2011年3月因癌症病逝，享年71歲。

## 影視形象
在2011年紀錄片《JK羅琳的魔法奇蹟》中，內特勒西普由安德烈·卡瓦德斯飾演。